# Nemyriv
Nemyriv (ukrainsk: Немирів, tr. Nemyriv; russisk: Немирoв, tr. Nemirov; polsk: Niemirów) er en historisk by i Vinnytska oblast i Ukraine i den historiske region Podolien. Byen var administrativt centrum i den tidligere Nemyriv rajon og ligger nu i Vinnytska rajon. Byen har 11.421 (2022) indbyggere.
Nemyriv er en af de ældste byer i Vinnytska oblast. Den blev grundlagt af fyrst Nemir i 1390.

## Historie
Storfyrstendømmet Litauen 1506–1569

 Den polsk-litauiske realunion 1569–1672

 Osmanniske Rige 1672–1699

 Den polsk-litauiske realunion 1699–1793

 Russiske Kejserrige 1793–1917

 Ukraine (Ukrainske Folkereublik) 1917-1920

 Ukrainske SSR 1920–1922

 Sovjetunionen 1922–1991

 Ukraine 1991–i dag
Nemyriv er opført ved en gammel skytisk bosættelse, Myriv, der blev ødelagt ved Mongolernes invasion af Rus'. Byen nævnes første gang under sit nye navn i 1506. Det var en privat by for den polske krone og var ejet af Zbaraski- og Potocki-familierne.
I 1600-tallet fandt der flere kosakiske krige sted i og omkring byen. Byen var mellem 1702 og 1704 indtaget af kosaklederen Andrii Abazyn som led i en opstand mod Den polsk-litauiske realunion.
I 1737 blev der afholdt en mislykket kongres mellem kejserne af Det Russiske Kejserrige, De Habsburgske Arvelande og den osmanniske sultan, der havde til mål at afslutte Den russisk-østrigske-tyrkiske krig (1735-39).

### Byens jødiske historie
Nemyriv har fra middelalderen haft en stor jødisk befolkning. Under Khmelnytskyiopstanden i 1648 fandt en massakre af byens jødiske befolkning sted, da byen blev indtaget af kosakker. Massakren havde et omfang, der gjorde, at det jødiske samfund i det polske område gjorde dagen til mindedag for alle de jødiske ofre for Khmelnytskyiopstanden. Byen har været hjemsted for flere kendte rabbinere.
Før 2. verdenskrig havde Nemyriv en stor jødisk befolkning. Ved Nazi-Tysklands invasion af Sovjetunionen i 1941 nåede tyskerne hurtigt til Nemyriv, hvor den jødiske shtetl blev omlagt til en ghetto, hvor jøderne blev pålagt tvangsarbejde. Den 24. november 1941 gennemførte en Einsatzgruppe en massakre på 2.680 jøder. Den 26. juni 1942 blev ghettoen lukket. Mellem 200 og 300 af de stærkeste mænd og kvinder blev sendt i arbejdslejre; de resterende jøder blev henrettet i massegrave.

## Galleri
- Potockipaladset i Nemyriv i 1800-tallet
- St. Joseph Katolske kirke
- Sjerbatova slottet i Nemyriv
- Nemyriv gymnasium
- En gammel mølle
- Nicholas-klostret

## Kendte personer fra byen
- Nikolaj Nekrasov, poet
- Marko Vovtjok, forfatter
- Theodosius Dobzhansky, genetiker